# 미술가 열전
《가장 뛰어난 화가, 조각가, 건축가들의 생애》(이탈리아어: Le vite de' più eccellenti pittori, scultori, e architettori, 영어: Lives of the Most Excellent Painters, Sculptors, and Architects) 또는 간단히 《미술가 열전》은 16세기 이탈리아의 화가이자 건축가였던 조르조 바사리가 쓴 일련의 예술가 전기로, “아마도 고전 미술 문헌 중 가장 유명하고, 오늘날에도 가장 많이 읽히는 작품”, “이탈리아 르네상스 미술에 대한 가장 영향력 있는 글”, “미술사에 있어 최초로 중요한 책”으로 여겨진다.
바사리는 이 책을 두 판본으로 나누어 출간했으며, 두 판본은 내용상 큰 차이를 보인다. 첫 판본은 1550년에 두 권으로 출간되었고, 1568년에는 세 권으로 된 두 번째 판본이 나왔다. 보통 후자의 판본이 번역되고 인용되는 경우가 많다. 두 번째 판본에서 중요한 변화 중 하나는 베네치아 미술에 대한 비중이 늘었다는 점이지만, 바사리는 여전히 피렌체 출신 예술가들에 과도한 비중을 두었다는 비판을 받는다.

## 배경
작가 파올로 조비오는 파르네세 추기경의 저택에서 열린 파티에서 당대 예술가들에 대한 논문을 쓰고 싶다는 의사를 밝혔고, 바사리에게 관련 정보를 제공해 줄 것을 요청했다. 그러나 조비오는 결국 이 작업을 바사리에게 넘기게 되었다.
이탈리아 최초의 미술사학자로서 바사리는 오늘날까지 이어지고 있는 예술가 전기 백과사전 형식의 장르를 시작하였다. 《미술가 열전》은 1550년 피렌체에서 인쇄업자 로렌초 토렌티노에 의해 처음 출판되었으며, 토스카나 대공 코지모 1세 데 메디치에게 헌정되었다. 이 책에는 예술에 사용된 기술적 기법에 관한 유익한 설명도 포함되어 있다. 1568년에 부분적으로 개정 및 확장되어 재출간되었으며, 예술가들의 초상화를 담은 목판화(일부는 추정에 의한 그림)도 수록되었다.
이 책은 피렌체 출신 예술가들에게 일관되게 편향된 시각을 보이며, 르네상스 미술의 모든 새로운 발전을 이들에게 돌리는 경향이 있다. 예를 들어, 판화 기법의 발명도 피렌체인의 공으로 돌리고 있다. 특히 베네치아 미술, 더 나아가 유럽의 다른 지역 미술은 체계적으로 무시되었다. 바사리는 첫 판본과 두 번째 판본 사이에 베네치아를 방문하면서 티치아노에 대해 서술하는 등 베네치아 미술에 대한 비중을 늘리긴 했으나, 여전히 균형 잡힌 시각은 갖추지 못했다. 1899년 문학 비평가 존 애딩턴 사이먼즈는 《미술가 열전》에 수록된 니콜라 피사노의 전기를 언급하며 “바사리는 종종 부주의하게 글을 쓰고, 날짜나 장소를 혼동하며, 자신의 주장을 검증하려는 노력을 거의 기울이지 않았다”고 지적했지만, 그럼에도 불구하고 이 책이 이탈리아 르네상스에 관한 기본적인 자료임은 인정하였다.
바사리의 전기에는 흥미로운 가십들이 곁들여져 있다. 그의 일화 중 다수는 실제와 비슷한 인상을 주지만 사실상 창작일 가능성이 높다. 어떤 이야기들은 예술가 전기의 전형적인 허구로, 예컨대 어린 조토가 치마부에의 그림에 파리를 그려 넣자 치마부에가 그것을 실제로 착각해 계속 쫓았다는 이야기는 고대 그리스 화가 아펠레스에 관련된 일화와 유사한 유형이다. 바사리는 현대 미술사학자들처럼 기록 보관소에서 정확한 날짜를 조사하지 않았으며, 당연히 자신의 세대나 그 직전 세대 화가들에 관한 기록이 가장 신뢰할 만하다. 현대의 비판적 연구는 많은 전통적인 날짜와 작가 지정에 대해 수정 작업을 거쳤지만, 이 책은 오늘날에도 고전으로 여겨지며 현대 학문적 연구의 보완을 통해 여전히 참고되고 있다.
《미술가 열전》 말미에는 바사리 자신의 42쪽 분량 약전이 실려 있으며, 라자로 바사리와 프란체스코 데 로시의 전기에서는 자신과 가족에 대한 더 많은 정보를 덧붙였다.

## 영향
《미술가 열전》은 “르네상스 미술사를 위한 단일 저작물 중 가장 영향력 있는 책”이며, “르네상스 시대 예술가 전기 중 가장 중요한 작품”으로 평가받는다. 이 책의 영향은 세 가지 주요 분야에 집중되어 있다. 동시대 및 후대 전기 작가 및 미술사학자에게 모범이 되었고, 르네상스에 대한 관점 및 피렌체와 로마의 역할을 형성하는 데 결정적인 영향을 주었으며, 이탈리아 초기 르네상스 예술가들의 삶과 작품에 대한 주요 정보원이 되었다.
《미술가 열전》은 네덜란드어, 영어, 프랑스어, 독일어, 폴란드어, 러시아어, 스페인어 등 다양한 언어로 완역되거나 부분 번역되었다.

### 국가별 바사리
《미술가 열전》은 예술가 전기 백과사전의 모델이 되었으며, 17세기의 여러 번역자들은 자기 나라에서 예술가 전기의 저자로 활동하며 “자국의 바사리”로 불리기도 했다. 카렐 판 만더는 1604년 《화가 책》(Het Schilderboeck)에서 바사리의 첫 네덜란드어 번역뿐 아니라 오비디우스의 첫 네덜란드어 번역까지 수록했으며, 바사리 이후 등장한 이탈리아 화가들의 목록과 저지대 지역 화가들의 최초 포괄 목록도 포함하였다. 마찬가지로 요아힘 폰 산드라르트는 《도이체 아카데미》(Deutsche Akademie, 1675)를 저술해 “독일의 바사리”로, 스페인 화가 안토니오 팔로미노는 《가장 뛰어난 스페인 화가, 조각가, 건축가들의 삶과 작품에 대한 기술》(1724)로 “스페인의 바사리”로 불렸다. 영국의 미술사학자 윌리엄 애글리언비가 1685년 출간한《그림 삽화》(Painting Illustrated)는 바사리의 작품을 토대로 만들어졌다. 피렌체에서는 17세기 후반 미술사학자 필리포 발디누치가 예술가 전기를 수정 및 보완했다.

### 르네상스에 대한 관점
《미술가 열전》은 양식 발전에 대한 논의를 가능케 한 기반 자료로도 중요하다. 오랜 세월 동안 미술사가들에게 초기 르네상스에 대한 시각을 형성하는 데 영향을 주었으며, 피렌체와 로마 예술가들의 성취에 과도한 비중을 둔 반면, 이탈리아 다른 지역이나 유럽의 예술가들은 무시되었다.

### 정보의 원천
수세기 동안 《미술가 열전》은 초기 르네상스 이탈리아(특히 토스카나)의 화가들과 그들의 작품에 관한 가장 중요한 정보원이 되어 왔다. 1899년 존 애딩턴 사이먼즈는 이 책을 이탈리아 르네상스 예술에 대한 자신의 일곱 권 저작의 기본 자료 중 하나로 삼았으며, 오늘날에도 여전히 이 책은 레오나르도 다 빈치를 비롯한 예술가들의 전기적 기초 자료로 간주된다.

## 1568년 판의 구성
《미술가 열전》은 많은 이탈리아 예술가들의 전기를 담고 있으며, 그들의 이름을 확인할 수 있는 고전적 참고자료로도 기능한다. 이 책에서는 이름이 다양한 방식으로 표기되는 경우도 종종 있다. 이하의 목록은 1568년 판에 수록된 모든 예술가들의 전기이며, 일부는 짧은 전기가 하나의 절에 함께 실려 있다.

### 권차와 구성
1568년 판은 세 권으로 출간되었다. 바사리는 전기를 세 부분으로 나누었고, 제1부와 제2부는 첫 번째 권에, 제3부는 두 번째와 세 번째 권에 각각 수록되어 있다.

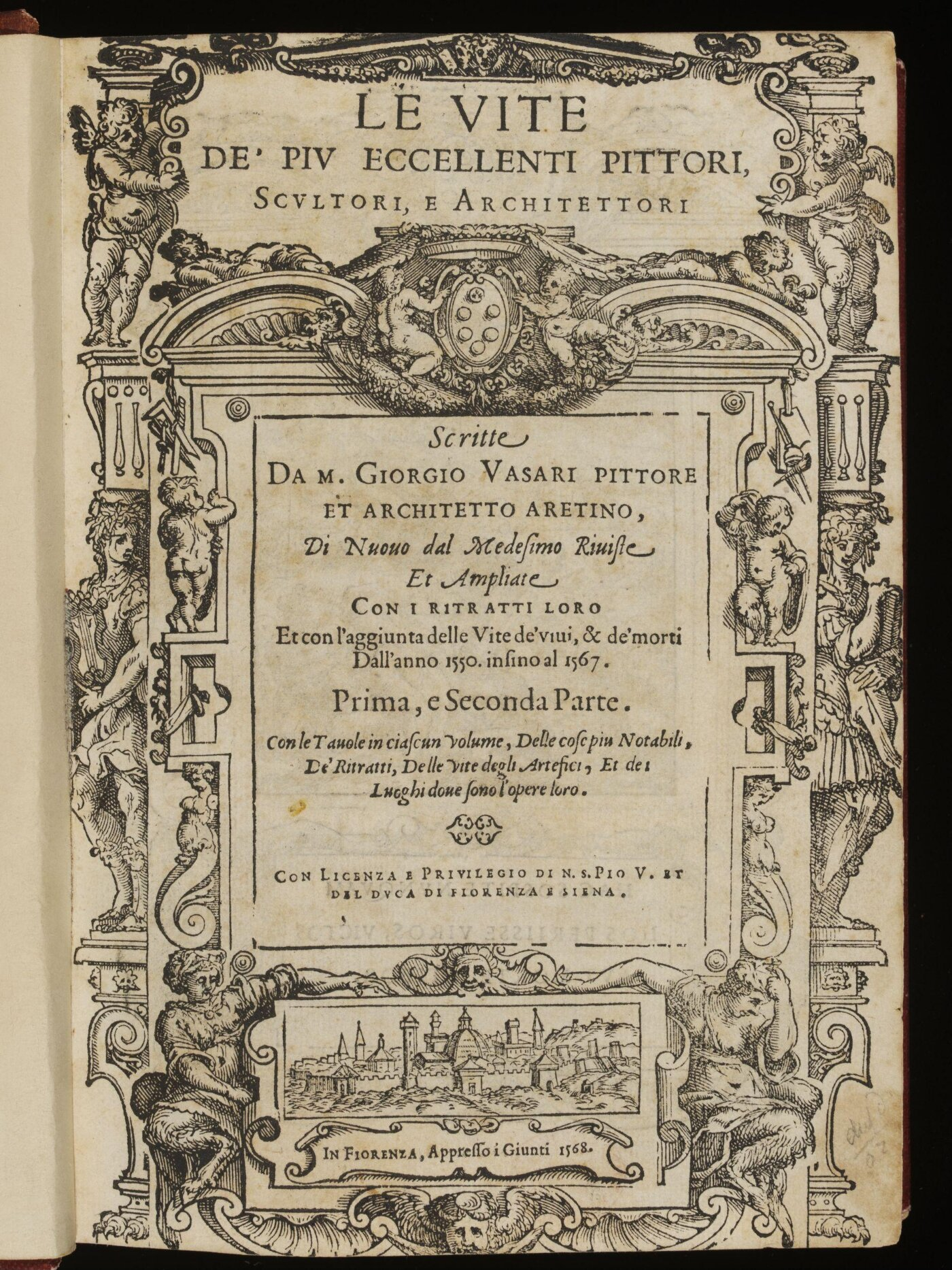
제1권(제1부 및 제2부 포함)
- 제1권(제1부 및 제2부 포함), 표제지의 변형판
- 제2권 (제3부 제1책)
- 제3권 (제3부 제2책)

### 제1권
첫 번째 권은 코시모 1세 데 메디치에게 바치는 새로운 헌사로 시작되며, 이어 교황 비오 5세에게 바치는 추가 헌사가 이어진다. 이 권에는 인명 및 언급된 대상 목록, 그림 목록, 장소와 그 건축물에 대한 목록(본문의 관련 지면 포함)도 수록되어 있다. 이러한 색인들은 책을 활용하는 데 매우 유용하며, 오늘날 미술사 출판물에서도 여전히 모델로 삼고 있다. 이후 피렌체의 역사가 조반니 바티스타 아드리아니가 바사리에게 보낸 약 40쪽 분량의 미술사에 관한 편지가 실려 있고, 본문의 핵심 부분은 서문과 함께 시작된다. 이 서문은 건축, 조각, 회화의 배경, 재료, 기법 등을 소개하는 장으로 이어지며, 이후 본격적인 전기들을 소개하는 두 번째 서문이 등장한다.

#### 전기 제1부
- 치마부에[24]
- 아르놀포 디 라포 (아르놀포 디 캄비오)와 보나노
- 니콜라 피사노와 조반니 피사노
- 안드레아 타피
- 가도 가디
- 마르가리토네
- 조토와 푸치오 카파냐
- 아고스티노와 아뇰로
- 스테파노 피오렌티노와 우골리노
- 피에트로 로렌체티
- 안드레아 피사노
- 부오나미코 부팔마코
- 암브로조 로렌체티
- 피에트로 카발리니
- 시모네 마르티니와 리포 멤미
- 타데오 가디
- 안드레아 오르카냐 (안드레아 디 치오네)
- 토마소 피오렌티노 (조티노)
- 조반니 다 폰테 (Giovanni da Ponte)
- 아뇰로 가디와 체니노 체니니
- 베르나 디 시에나 (바르나 다 시에나)
- 두초
- 안토니오 비니치아노 (안토니오 베네치아노)
- 자코포 디 카센티노
- 스피넬로 아레티노
- 게라르도 스타르니나
- 리포
- 로렌초 모나코
- 타데오 바르톨리
- 로렌초 디 비치와 비치 디 로렌초와 네리 디 비치

#### 전기 제2부
- 야코포 델라 퀘르차
- 니콜로 아레티노 (니콜로 디 피에로 람베르티)
- 델로 (델로 디 니콜로 델리)
- 난니 디 반코
- 루카 델라 로비아와 안드레아와 지롤라모 델라 로비아
- 파올로 우첼로
- 로렌초 기베르티와 니콜로 디 피에로 람베르티
- 마솔리노 다 파니칼레
- 파리 스피넬리
- 마사초
- 필리포 브루넬레스키
- 도나텔로
- 미켈로초  미켈로치와 파뇨 디 라포 포르티지아니
- 안토니오 필라레테와 시모네 (시모네 기니)
- 줄리아노 다 마이아노
- 피에로 델라 프란체스카
- 프라 안젤리코와 도메니코 디 미켈리노와 아타반테
- 레온 바티스타 알베르티
- 라차로 바사리
- 안토넬로 다 메시나
- 알레소 발도비네티
- 벨라노 다 파도바 (바르톨로메오 벨라노)
- 프라 필리포 리피와 프라 디아만테와 자코포 델 셀라이오
- 파올로 로마노, 미노 델 레아메, 키멘티 카미차, 바치오 폰텔리
- 안드레아 델 카스타뇨와 도메니코 베네치아노
- 젠틸레 다 파브리아노
- 비토레 피사넬로
- 페셀로와 프란체스코 페셀리노
- 베노조 곤졸리와 멜로초 다 포를리
- 프란체스코 디 조르조와 베키에타  (로렌초 디 피에트로)
- 갈라소 페라레세와 코스메 투라
- 안토니오와 베르나르도 로셀리노
- 데시데리오 다 세티냐노
- 미노 다 피에솔레
- 로렌초 코스타와 루도비코 마촐리노
- 에르콜레 페라레세
- 야코포, 조반니, 젠틸레 벨리니, 니콜로 론디넬리, 베네데토 코다
- 코시모 로셀리
- 일 체카 (프란체스코 단젤로)
- 돈 바르톨로메오 아바테 디 산 클레멘테 (바르톨로메오 델라 가타)와 마테오 라폴리
- 게라르도 디 조반니 델 포라
- 도메니코 기를란다요와 베네데토, 다비데 기를란다요와 바스티아노 마이나르디
- 안토니오 델 폴라이우올로와 피에로 델 폴라이올로, 마조 피니구에라
- 산드로 보티첼리
- 베네데토 다 마이아노
- 안드레아 델 베로키오, 베네데토, 산티 부글리오니
- 안드레아 만테냐
- 필리피노 리피
- 베르나르디노 핀투리키오, 니콜로 알룬노, 제리노 다 피스토이아
- 프란체스코 프란치아, 카라도소
- 피에트로 페루지노, 로코 조포, 프란체스코 바키아카, 에우세비오 다 산 조르조, 안드레아 알로이지 (일 인제뇨)
- 비토레 스카르파차와 스테파노 다 베로나, 자코포 아반치, 알티키에로, 자코벨로 델 피오레, 구아리엔토 디 아르포, 주스토 데 메나부오이, 빈첸초 포파, 빈첸초 카테나, 치마 다 코넬리아노, 마르코 바사이티, 바르톨로메오 비바리니, 조반니 디 니콜로 만세우티, 비토레 벨리니아노, 바르톨로메오 몬타냐, 베네데토 루스코니, 조반니 부온콘실리오, 시모네 비안코, 툴리오 롬바르도, 빈첸초 치베르키오, 지롤라모 로마니, 알레산드로 본비치노 (일 모레토), 프란체스코 본시뇨리, 조반니 프란체스코 카로토, 프란체스코 토르비도 (일 모로)
- 야코포 데토 린다코 (자코포 토르니)
- 루카 시뇨렐리, 토마소 베르나베이 (일 파파첼로)

### 제2권

#### 전기 제3부
- 레오나르도 다 빈치
- 조르조네 다 카스텔프란코
- 안토니오 다 코레조
- 피에로 디 코시모
- 도나토 브라만테 (브라만테 다 우르비노)
- 프라 바르톨로메오 디 산 마르코
- 마리오토 알베르티넬리
- 라파엘리노 델 가르보
- 피에트로 토리자노 (토리자노)
- 줄리아노 다 상갈로
- 안토니오 다 상갈로
- 라파엘로
- 기욤 드 마르실라
- 시모네 델 폴라이우올로 (일 크로나카)
- 다비데 기를란다요와 베네데토 기를란다요
- 도메니코 풀리고
- 안드레아 다 피에솔레
- 빈첸초 다 산 지미냐노와 티모테오 다 우르비노
- 안드레아 산소비노
- 베네데토 다 로베차노
- 바초 다 몬텔루포와 라파엘로 다 몬텔루포 (부자 관계)
- 로렌초 디 크레디
- 보카초 보카치노 (크레모나 출신)
- 로렌체토
- 발다사레 페루치
- 펠레그리노 다 모데나 (펠레그리노 아레투시)
- 조반 프란체스코, (일 파토레)
- 안드레아 델 사르토
- 프로페르치아 데 로시, 수녀 플라우틸라 넬리, 루크레치아 퀴스텔리, 소포니스바 안귀솔라 (미술가 열전에 등장하는 유일한 여성 예술가들)
- 알폰소 롬바르디
- 미켈레 안뇰로 (조반니 안젤로 몬토르솔리)
- 지롤라모 산타크로체
- 도소 도시, 바티스타 도시 (도시 형제)
- 조반니 안토니오 리치노
- 로소 피오렌티노
- 조반니 안토니오 솔리아니
- 지롤라모 다 트레비소 (지롤라모 다 트레비지)
- 폴리도로 다 카라바조와 마투리노 다 피렌체 (마투리노 피오렌티노)
- 바르톨로메오 라멘기 (바르톨로메오 다 바냐카발로)
- 마르코 칼라브레세
- 모르토 다 펠트레
- 프란차비조
- 프란체스코 마졸라 (일 파르미자니노)
- 야코포 팔마 (일 팔마)
- 로렌초 로토
- 프라 조콘도
- 프란체스코 그라나치
- 바초 다뇰로
- 발레리오 비첸티노 (발레리오 벨리), 조반니 다 카스텔 볼로녜세 (조반니 베르나르디), 마테오 달 나사로 베로네세
- 마르칸토니오 볼로녜세
- 안토니오 다 산갈로
- 줄리오 로마노
- 세바스티아노 델 피옴보 (세바스티아노 비니치아노)
- 페리노 델 바가

### 제3권

#### 전기 제3부 (계속)
- 도메니코 베카푸미
- 조반니 안토니오 라폴리
- 니콜로 소지
- 니콜로 데토 일 트리볼로
- 피에리노 다 빈치
- 바초 반디넬리
- 줄리아노 부자르디니
- 크리스토파노 게라르디
- 자코포 다 폰토르모
- 시모네 모스카
- 지롤라모 젠가, 바르톨로메오 젠가, 조반바티스타 산 마리노 (조반니 바티스타 벨루치)
- 미켈레 산미켈리와 파올로 베로네세 (파올리노), 파올로 파리나티
- 조반니안토니오 소도마라 불린 베르첼리 출신 인물
- 바스티아노 아리스토텔레 다 산 갈로
- 베네데토 가로팔로, 지롤라모 다 카르피,  브라만티노, 베르나르디노 가티 (일 소이아로)
- 리돌포 기를란다요, 다비데 기를란다요, 베네데토 기를란다요
- 조반니 다 우디네
- 바티스타 프랑코, 야코포 틴토레토, 안드레아 스키아보네
- 프란체스코 루스티키
- 프라 조반 안젤로 몬토르솔리
- 프란체스코 살비아티로 불린 인물, 주세페 포르타
- 다니엘로 리차렐리 다 볼테라
- 타데오 주카로와 페데리코 주카리
- 미켈란젤로 부오나로티 (미켈란젤로)와 티베리오 칼카니, 마르첼로 베누스티
- 프란체스코 프리마티초와 조반니 바티스타 라멘기 (일 바냐카발로 주니어), 프로스페로 폰타나, 니콜로 델라바테, 도메니코 델 바르비에리, 로렌초 사바티니, 펠레그리노 티발디, 루카 롱기, 리비오 아그레스티, 마르코 마르케티, 조반니 보스콜리, 바르톨로메오 파사로티
- 티치아노 다 카도레 (티치아노)와 야코포 바사노, 조반니 마리아 베르디초티, 얀 판 칼카르 (조반니 피암밍고), 파리스 보르돈
- 자코포 산소비노와 안드레아 팔라디오, 알레산드로 비토리아, 바르톨로메오 암만나티, 다네세 카타네오
- 리오네 아레티노 (레오네 레오니)와 굴리엘모 델라 포르타, 갈레아초 알레시
- 줄리오 클로비오, 필사본 채색화가
- 여러 이탈리아 예술가들: 지롤라모 시치올란테 다 세르모네타, 마르첼로 베누스티, 이아코피노 델 콘테, 도노 도니, 체사레 네비아, 일 포마란초 불린 니콜로 치르치냐니
- 브론치노
- 조르조 바사리

## 판본

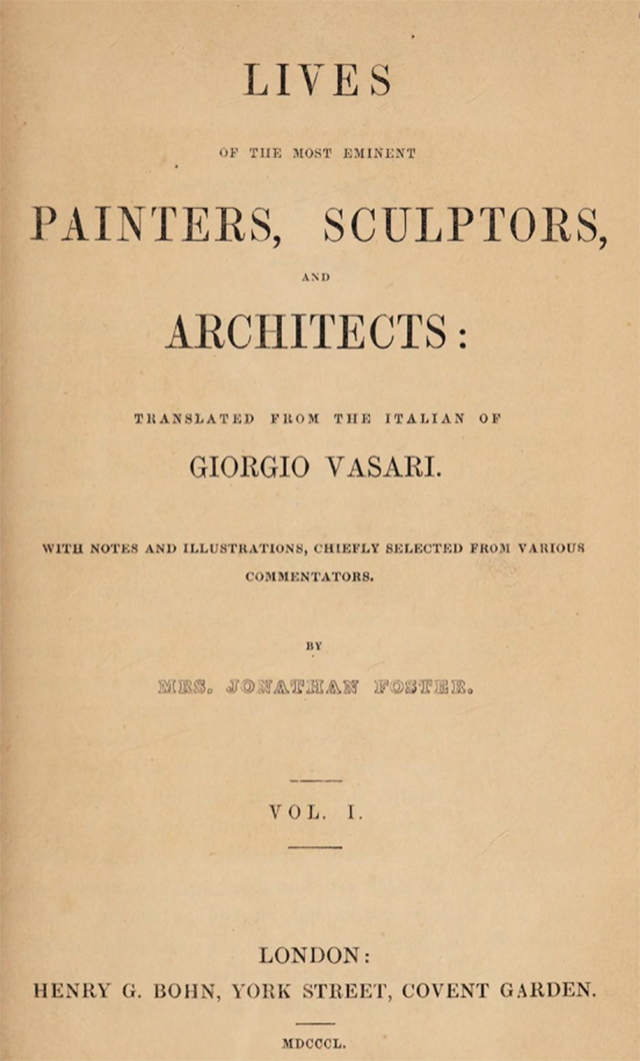
엘리자 포스터의 1850~1851년 바사리의 《미술가 열전》 번역본

《미술가 열전》은 오랜 세월 동안 수많은 판본과 번역본이 나왔다. 원본의 방대한 분량으로 인해 많은 판본은 축약 형태로 간행되었다.
영어로 된 최초의 번역은 엘리자 포스터(출판 당시에는 "조너선 포스터 부인"으로 표기됨)에 의해 이루어졌으며, 1850년에서 1851년 사이 영국의 출판업자 헨리 조지 본이 출판하였다. 이 번역본은 세심하고 풍부한 주석이 특징이다. 뉴욕 대학교의 패트리샤 루빈 교수에 따르면, "포스터의 바사리 번역은 《미술가 열전》을 영어권 독자들에게 처음으로 널리 알린 작품이었다. 19세기 내내 절판되지 않고 지속적으로 수요가 있었다는 점이 이 번역본의 실질적인 가치를 증명한다."
가장 최근의 새로운 영어 번역은 피터 본다넬라와 줄리아 코너웨이 본다넬라가 함께 작업한 축약본으로, 1991년 옥스퍼드 월드 클래식 시리즈에서 출판되었다.
현대 이탈리아어 판 《가장 뛰어난 화가, 조각가, 건축가들의 생애》는 1550년판과 1568년판을 바탕으로 하며, 총 8권 11책으로 구성되어 있다. 로잔나 베타리니가 본문을 편집하였고, 파올라 바로키가 주석을, 파올라 바로키와 조반나 가에타 베르텔라가 색인을 맡았다. 이 판본은 1966년부터 1997년 사이에 피렌체의 산소니 출판사에서 간행되었으며, 여러 선택 판본에 대한 연구도 포함되어 있다.